# Педро Пабло Ернандес
Педро Пабло Ернандес (на испански: Pedro Pablo Hernández), е чилийски футболист на испанския Селта Виго.

## Биография
Ернандес е роден в аржентинския град Сан Мигел де Тукуман и в детството си играе в юношеския отбор на Расинг Авелянеда. През 2005 г., на 19-годишна възраст, се завръща в родния си град. Не успява да направи впечатление на скаутите на клуба Сан Мартин и преминава в лагера на конкурентите им – Атлетико Тукуман. На равнище мъжки отбори Ернандес дебютира през 2006 г., а след два сезона за Атлетико преминава в уругвайския Расинг Монтевидео.